# Promosport

Logo de Promosport.

Promosport est un pari sportif tunisien dirigé par la société Promosport sous tutelle du ministère de la Jeunesse et des Sports.

## Principe
Une grille de treize matchs internationaux ou nationaux, selon le type de concours, doit être remplie, chaque participant devant obtenir le score de l'ensemble des matchs pour toucher la cagnotte, atteignant parfois des sommes dépassant un million de dinars tunisiens. Le pari coûte entre 850 millimes et 583,450 dinars selon les combinaisons.

## Records
- 702 000 dinars en décembre 2013[1] ;
- 938 000 dinars en mai 2014[2].

## Direction
Depuis le 1er avril 2020, Adel Zeramdini, ancien directeur de la Cité nationale sportive, est le président-directeur général de la société Promosport.